# ایزابلا پاپاس
ایزابلا نومی پاپاس (انگلیسی: Isabella Noemi Pappas؛ متولد ۲۱ اوت ۲۰۰۲) یک بازیگر بریتانیایی‌-ایتالیایی است. او برای نقش‌هایش در سریال آی‌تی‌وی پیدا کردن آلیس (۲۰۲۱) و سریال شبکه دیزنی شروران نمای دره (۲۰۲۲–اکنون).